# Rottefella

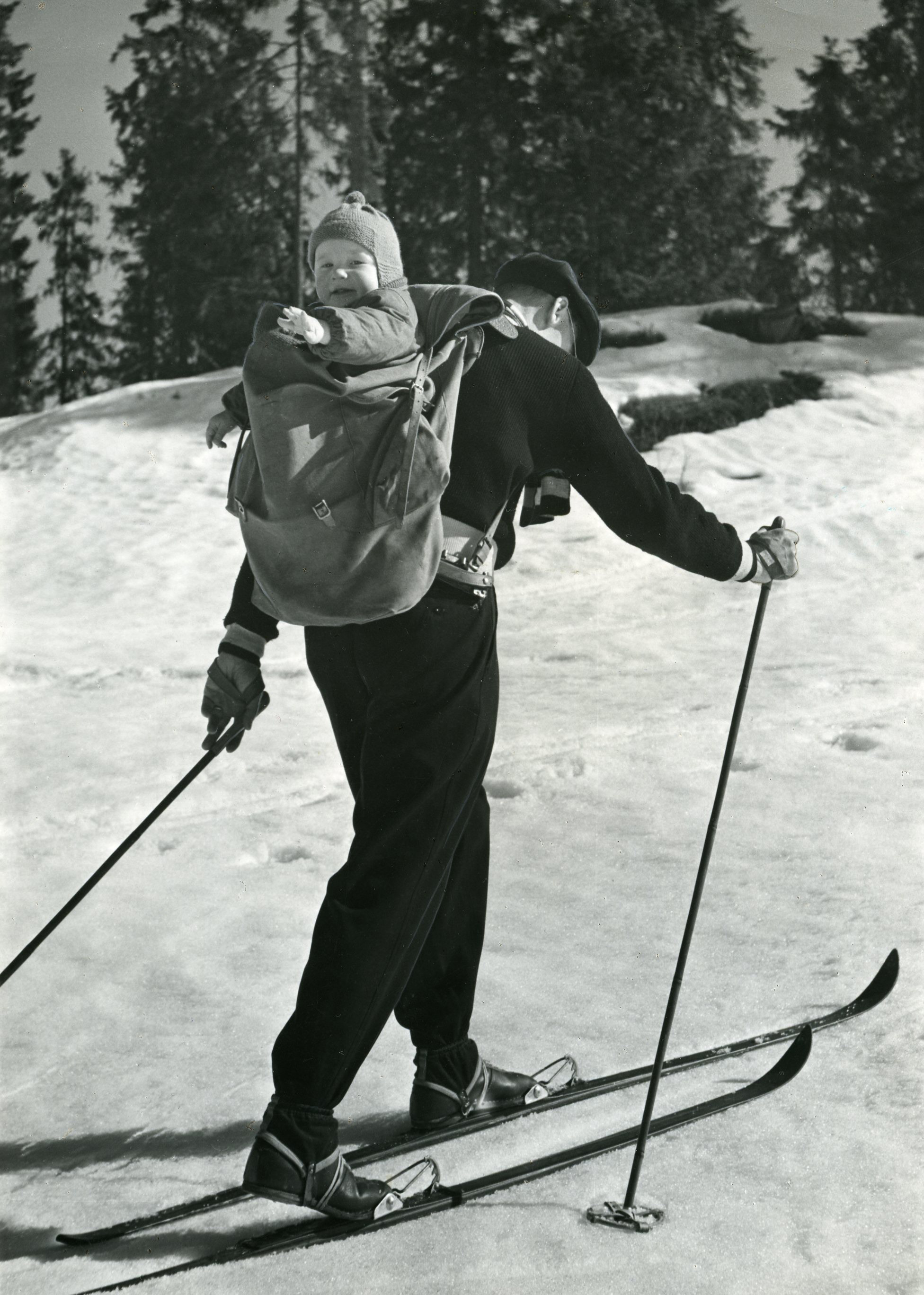
Отец и ребёнок катаются на лыжах с креплением Rotefella. Фото из архива Национальной команды по туризму в Норвегии

Rottefella - норвежский производитель лыжных креплений.  Название отсылает к изначальной конструкции креплений лыжных ботинок за рант, изобретенных Брором Виз в 1927 году, которые, по его собственным словам, были похожи на мышеловку (норв. rottefelle).  Крепление было стандартом для лыжных гонок на протяжении десятилетий. Из рантовых креплений, созданных в Rottefella, наиболее популярной в мире стала система Nordic Norm 75 mm (NN-75). Из двух систем креплений, которые пришли ей на смену, SNS и NNN, последняя тоже была создана в Rottefella.

## История
Фирма была основана изобретателем-механиком и промышленником Брором Визом для выпуска впервые изобретённых им в 1927 году лыжных креплений с разрезом. Эти крепления использовала в зимней олимпиаде 1928 года в Санкт-Морице норвежская команда по патрульной гонке, завоевавшая золото. Первоначально фирма базировалась в Осло и имела название  Witco AS, но в 1973 году она прошла ребрендинг. Основанием для выбора нового названия, похожего на норвежское слово, обозначающее ловушку для крыс(норв. rottefelle), стал рассказываемый историками фирмы легендарный случай. Утверждается, что изобретатель использовал свои крепления на лыжной гонке, где присутствовал наследный принц Олав. Будущий король отметил необычность крепления и спросил Брора, что у него на лыжах. Ответом было: «О, это просто несколько ловушек для крыс из хозяйственного магазина».
В 1971 году фирма предложила новое крепление, получившее известность в мире под названием Nordic Norm 75 mm. В отличие от предыдущих моделей они не подстраивались под произвольный рант различных лыжных ботинок, а представляли собой цельную конструкцию с фиксацией на три штырька подпружиненным прижимом, для крепления получившего к тому времени популярность универсального ранта шириной 75 мм. В 1985 году фирмой был создан новый стандарт креплений для лыж, New Nordic Norm, удобный не только для классического, но и для конькового хода. В 2005 году фирма совместно с Rossignol и Madshus предложила улучшенный вариант этих креплений, под названием NIS, позволяющий подстраивать положение ботинка для оптимизации катания. 
В 2007 году крепления фирмы были выбраны норвежским патентным ведомством (норв. Patentstyret plukket) среди десяти наиболее важных изобретений за всю историю его существования. В настоящее время фирма сохраняет своё место среди ведущих производителей креплений для лыж. На Tour de Ski 2017 спортсмены на креплениях Rottefella заняли все места на подиуме в общей классификации. Кроме креплений, ассортимент продукции фирмы теперь включает одежду для лыжных тренировок и туризма. Крепления фирмы имеют статус предпочтительных для стран НАТО.

## Спонсируемые лыжники
В числе лыжников, использующих крепления Rottefella, достойны упоминания:
- Оле Эйнар Бьёрндален
- Magdalena Neuner
- Кати Вильгельм
- Юлия Чепалова
- Халвард Ханевольд
- Хильде Гермундсхауг Педерсен
- Ольга Зайцева
- Kateřina Neumannová
- Магнус Стон
- Крис Фриман
- Дэвид Чемберлен
- Эндрю Джонсон
- Лейф Циммерман